# Daniel Kandi
Daniel Kandi (Aalborg, 29 novembre 1983) è un disc jockey e produttore discografico danese.

## Biografia
Nato a Aalborg il 29 novembre 1983, iniziò a produrre trance già nel 2000 con il nome di DJ Mendoza.
Nel 2006, uscì "Breathe" con la label Anjunabeats, inserita dagli Above & Beyond come ultima traccia della compilation "Anjunabeats Volume Four". Successivamente, nel 2007 uscirono Child e Nova, entrambe contenute nell'album Anjunabeats Worldwide 01, mixato da Super8 & Tab e Mark Pledger.
Nel 2008, ha collaborato con Robert Nickson. Entrambi, produssero diverse tracce, come "Liberate" e "Rewire" diffuse su A State of Trance nello stesso anno.
Nel 2010 si è classificato alla posizione 77 della Top 100 DJ di DJ Magazine

## Discografia

### Singoli
- 2006 Daniel Kandi – Breathe (Anjunabeats)
- 2007 Daniel Kandi – Child (Anjunabeats)
- 2007 Daniel Kandi – Nova (Anjunabeats)
- 2007 Daniel Kandi – Make Me Believe (Anjunabeats)
- 2007 Daniel Kandi – I Found The Way (Anjunabeats)
- 2007 Daniel Kandi – Turnmills (Fundamental Recordings)
- 2007 Daniel Kandi – Soraya (Fundamental Recordings)
- 2007 Daniel Kandi – Out Of Sight
- 2010 Daniel Kandi – Venice Beach (Anjunabeats)
- 2010 Daniel Kandi – Everything Counts (Red Force Recordings)
- 2010 Daniel Kandi – Forgive Me (Anjunabeats)
- 2010 Daniel Kandi – Piece of Me (Anjunabeats)
- 2010 Daniel Kandi pres. Timmus – Symphonica (Streamlined Recordings)
- 2011 Daniel Kandi – Promised (Always Alive Recordings)
- 2011 Daniel Kandi – Soul Searchin (Anjunabeats)
- 2011 Daniel Kandi – Just For You (Anjunabeats)
- 2011 Daniel Kandi pres. 147 – Insert Generic Title (Enhanced Recordings)
- 2011 Daniel Kandi – Sagittarius (Armind)
- 2012 Daniel Kandi - 3 Strikes UR In (Always Alive Recordings)
- 2012 Daniel Kandi feat. Sarah Russell  - Change The World (Enhanced Recordings)
- 2012 Daniel Kandi - Fade
- 2013 Daniel Kandi - Trancefamily (Always Alive Recordings)
- 2014 Daniel Kandi - Better Late Than Never (Always Alive Recordings)

|  |